# Borut Božič
Borut Božič (ur. 8 sierpnia 1980 w Idrii) – słoweński kolarz szosowy.
Największym sukcesem zawodnika jest zwycięstwo w wyścigu Tour de Wallonie w 2007 roku. Dwa lata później wygrał 6. etap w Vuelta a España 2009 i 1. etap Tour de Pologne.
Dwukrotnie startował w igrzyskach olimpijskich.

## Najważniejsze zwycięstwa i sukcesy
2004
- 1. miejsce na dwóch etapach Tour de Slovénie

2005
- 1. miejsce na etapie Tour de l’Avenir

2006
- 1. miejsce na dwóch etapach Tour de Slovénie
- 1. miejsce na trzech etapach Vuelta a Cuba

2007
- 1. miejsce w Tour de Wallonie

2008
- 1. miejsce w mistrzostwach Słowenii (start wspólny)

2009
- 1. miejsce na 2. i 3. etapie Belgium Tour
- 1. miejsce na 1. etapie Tour de Pologne
  - koszulka lidera wyścigu (przez dwa etapy)
- 1. miejsce na 1. etapie Tour du Limousin
- 1. miejsce na 6. etapie Vuelta a España
- 3. miejsce w Paryż-Tours

2010
- 1. miejsce na 1. i 2. etapie Étoile de Bessèges
- 1. miejsce na 7. etapie Tour of Britain

2011
- 1. miejsce na 5. etapie Tour de Suisse

2012
- 1. miejsce w mistrzostwach Słowenii (start wspólny)

2013
- 2. miejsce w Dwars door Vlaanderen
- 2. miejsce w Gandawa-Wevelgem
- 9. miejsce w GP Ouest-France

2014
- 3. miejsce w Dwars door Vlaanderen
- 7. miejsce w E3 Harelbeke